# Jerzy Cerazyn
Jerzy Cerazyn (ur. prawd. ok. połowy XVI wieku, zm. po 1612) – polski duchowny katolicki, kapelan królowej Konstancji Habsburżanki (drugiej żony Zygmunta III Wazy), autor siedemnastowiecznego traktatu apologetycznego Przyczyn kilkadziesiąt, które katolika każdego w powszechnej Kościoła chrześcijańskiego wierze zatrzymać mają, a jeśliby z niej wypadł, do niej go za łaską Bożą zaś przywrócić mogą (Kraków 1612). Jego działalność przypada na okres kontrreformacji; znany jest przede wszystkim z próby nawrócenia na katolicyzm królewny Anny Wazówny (protestanckiej siostry Zygmunta III) poprzez dedykowanie jej wspomnianego dzieła.

## Życiorys
O początkach życia Jerzego Cerazyna wiadomo niewiele. Przypuszcza się, że urodził się w połowie XVI wieku i odebrał wykształcenie teologiczne prawdopodobnie w jednym z kolegiów jezuickich działających w Rzeczypospolitej w okresie potrydenckim. W źródłach nie zachowały się szczegółowe informacje o jego rodzinie ani miejscu urodzenia. Pewne jest jedynie, że na przełomie XVI i XVII stulecia związał się z dworem królewskim. Około 1605 roku, po ślubie Zygmunta III z Konstancją Habsburżanką, został kapelanem nowej królowej.
Kulminacją jego działalności duszpasterskiej była publikacja traktatu Przyczyn kilkadziesiąt... w 1612 roku. Dzieło ukazało się w Krakowie, nakładem drukarza Wojciecha Kobylińskiego, za zgodą biskupa krakowskiego Piotra Tylickiego. Cerazyn podpisał je jako „Królowej Jej Mości kapelan”, wskazując na swą funkcję przy królowej Konstancji. Po 1612 roku ślad o nim w dokumentach urywa się. Nieznana jest data jego śmierci; przypuszcza się, że zmarł nie wcześniej niż po wydaniu dzieła.

## Twórczość
Jedynym znanym dziełem Jerzego Cerazyna jest traktat religijny wydany w 1612 r. w Krakowie, noszący rozbudowany tytuł: Przyczyn kilkadziesiąt, które katolika każdego w powszechnej Kościoła chrześcijańskiego wierze zatrzymać mają, a jeśliby z niej wypadł, do niej go za łaską Bożą zaś przywrócić mogą. To utwór apologetyczny, broniący wiary rzymskokatolickiej w obliczu ekspansji protestantyzmu w Rzeczypospolitej początku XVII wieku. 
Dzieło liczy 111 stron w formacie quarto (plus dwie karty nieliczbowane) i opatrzone zostało dedykacją dla królewny Anny Wazówny (siostry Zygmunta III), wyznającej luteranizm. Cerazyn apelował w nim o „zatrzymanie się” przy katolickiej wierze albo o powrót do niej, jeśli ktoś „z niej wypadł”. Próba ta miała wpisywać się w szerszy nurt wysiłków dworskich na rzecz konwersji Anny Wazówny na katolicyzm. Utwór wyrasta z gorliwego ducha kontrreformacji na dworze Zygmunta III Wazy i jest przykładem ówczesnego piśmiennictwa polemicznego w języku polskim.

## Działalność na dworze
Jako kapelan królowej Konstancji, Cerazyn pełnił posługę religijną, odprawiając msze i wygłaszając kazania w otoczeniu dworskim. Współtworzył tym samym środowisko sprzyjające działaniom kontrreformacyjnym w Rzeczypospolitej. W swoich kazaniach, jak i w wydanym dziele, kładł nacisk na obronę „prawdziwej wiary” i ukazywanie protestantyzmu jako poglądu nietrwałego, tracącego zwolenników w Europie.
Dedykacja dla Anny Wazówny nadawała jego publikacji charakter polityczny, bowiem dotyczyła kwestii ewentualnego zjednoczenia wyznaniowego dynastii Wazów. Działania te nie przyniosły jednak zamierzonego skutku – królewna do końca życia pozostała przy luteranizmie.

## Znaczenie i upamiętnienie
O Cerazynie wspominały liczne XIX-wieczne opracowania, m.in.:
- Encyklopedya Powszechna Orgelbranda (1861)[4],
- W.A. Maciejowski w Piśmiennictwie polskim od czasów najdawniejszych aż do roku 1830 (1852)[2],
- Karol Estreicher w Bibliografii polskiej (t. 14, 1896)[3],
- Franciszek Siarczyński w Obrazie wieku panowania Zygmunta III (1828)[5].

We współczesnej historiografii jest on zaliczany do grona katolickich polemistów czasów potrydenckich, choć pozostaje postacią mało znaną. Zachowane egzemplarze jego dzieła (m.in. w Bibliotece Narodowej i w zbiorach Zakładu Narodowego im. Ossolińskich) stanowią dziś świadectwo kontrreformacyjnej literatury religijnej epoki Wazów.